# Ira Gitler
Ira Gitler (Brooklyn, 18 december 1928 - Manhattan, 23 februari 2019) was een Amerikaanse jazzjournalist, -criticus en -historicus.

## Biografie
Gitler groeide op in het tijdperk van de swing, maar was echter vooral gekenmerkt door de opkomende bop in New York tijdens de jaren 1940. Hij studeerde aan de University of Missouri en aan de Columbia University. Sinds zijn eerste platencover in 1951 voor een album van Zoot Sims bij Prestige Records (waarvoor hij werkte van 1950-1955) schreef hij de teksten voor honderd albumcovers. In 1963-1964 en 1967-1970 was hij uitgever voor New York van het tijdschrift DownBeat, maar hij schreef echter ook voor Metronome, Jazz Times, het Franse Jazz Magazine, de New York Times, The Village Voice en de San Francisco Chronicle. In het internet-tijdperk schreef hij een column voor Jazz Central Station en CD now.
Bovendien produceerde Gitler in opdracht van Bob Weinstock platen voor Prestige Records, zoals Miles Davis' Diggin' with the Miles Davis Sextet (1953) en Collectors' Items (1956). Hij organiseerde ook jazzconcerten, waaronder JVC-NY jazzfestivals (met veel Tributes to...concerten) tijdens de jaren 1980 en 1990. Bovendien werkte hij als radiocommentator (waaronder voor WNCN en WBAI in New York tijdens de jaren 1960, na de eeuwwisseling voor Reminiscing in Tempo bij Sirius Satellite Radio). Hij studeerde begin jaren 1970 aan het City College of New York, aan de The New School (1986–1994) en aan de Manhattan School of Music. Bij jazzevenementen was hij een populaire conférencier (master of ceremonies).
Nadat hij in 1966 een standaardboek over de geschiedenis van de bop in de Jazz Masters-reeks had geschreven, publiceerde hij in 1985 ook een Oral History Band ter ontwikkeling van de bop. Vanaf de jaren 1970 was hij ook medewerker van Leonard Feather in het updaten en actualiseren van diens jazzencyclopedie. 
Hij telde als een van de bekendste jazzcritici en kreeg in 2002 de Lifetime Award van de New Yorkse jazzjournalisten. Daarnaast schreef hij ook boeken over ijshockey, zoals Blood on the ice: Hockey's most violent moments (1974) en Ice Hockey A to Z (1978)).

## Overlijden
Ira Gitler overleed in februari 2019 op 90-jarige leeftijd.

## Werken
- 1966, 1974: Jazz masters of the forties, MacMillan, Collier, New York, nieuw bewerkt als The masters of Bebop bij DaCapo
- 1985: From Swing to Bop, Oxford University Press (Interviews, dat betekent oral history project als ook Jazz masters of the 40s)
- ????: met Spiltzer: Jazz
- 2001: The Masters of Bebop: A Listener's Guide, Da Capo Press
- 1975: met Ralph J. Gleason, Studs Terkel: Celebrating the Duke – and Louis, Bessie, Billie, Bird, Carmen, Miles, Dizzy and other heroes
- 1976, 1987: met Leonard Feather: The encyclopedia of Jazz in the 70s, Horizon Press
- 1955: dies.: Encyclopedia of Jazz
- 1999: dies.: Biographical Encyclopedia of Jazz, Oxford University Press; ISBN 978-0195320008